# Dacryodes costata
Dacryodes costata är en tvåhjärtbladig växtart som först beskrevs av Alfred William Bennett, och fick sitt nu gällande namn av Herman Johannes Lam. Dacryodes costata ingår i släktet Dacryodes och familjen Burseraceae. Inga underarter finns listade i Catalogue of Life.